# Karl Carvacchi
Karl Carvacchi (też: Carl Carvachi, ur. 23 sierpnia 1791 w Braniewie, zm. 10 maja 1869 w Kassel) – niemiecki kupiec i urzędnik państwowy.

## Życiorys
Jego ojciec, Johann Georg Karwatzi, był kupcem w Braniewie. Karl Carvacchi studiował matematykę i architekturę na Uniwersytecie w Królewcu. W 1810 roku rozpoczął pracę w dyrekcji infrastruktury kolejowej Królestwa Westfalii. Po jej rozwiązaniu w 1816 roku został członkiem cechu kupców w Kassel. W 1815 roku założył fabrykę farb i kopalnię torfu, za którą to działalność został odznaczony przez elektora Wilhelma I. Bardzo angażował się w działalność opozycyjnej grupy Schönfelder Kreis skupionej wokół elektorki Augusty Pruskiej.
Karl Carvacchi był w 1831 roku drużbą weselnym księcia elektora. Oprócz działalności jako przedsiębiorca studiował technologię i ekonomię państwa, a ponadto zajmował się archeologią oraz historią starożytną i średniowiecza. W 1832 roku został zatrudniony jako doradca podatkowy w głównym urzędzie skarbowym w Kassel.
W 1833 Carvacchi został oddelegowany do służby celnej w Münster. Pracował tam do utworzenia Niemieckiego Związku Celnego. W 1833 awansował na starszego radcę podatkowego, w 1834 na starszego radcę podatkowego, a w 1845 na tajnego starszego radcę podatkowego (geheimer Oberfinanzrat) Aż do przejścia na emeryturę w 1865 był przedstawicielem związku celnego Hesji w Münster. W Münster, podobnie jak w Hesji, był również członkiem wielu stowarzyszeń historycznych. Zebrał kolekcję artefaktów, której część zachowała się jako kolekcja Carvacchiego w heskim towarzystwie archeologiczno-historycznym, a druga część pozostała w stowarzyszeniu Mainzer Altertumsverein.
Utrzymywał zażyłe kontakty z pisarką Annette von Droste-Hülshoff.
W 1812 poślubił Margarethę Sattler, córkę kupca w Kassel Gottlieba Sattlera.

## Odznaczenia
- 1819 Große Goldene Verdienstmedaille (złoty medal za zasługi) elektora Wilhelma I (elektora Hesji-Kassel)
- 1836 Order Czerwonego Orła III Klasy
- 1857 Order Czerwonego Orła II Klasy
- 1865 Pruski Królewski Order Korony II Klasy
- Członek honorowy stowarzyszenia Mainzer Altertumsverein